# Bastone di Mosè
Secondo il Libro dell'Esodo nella Bibbia, il bastone utilizzato da Mosè (in latino: Moyses; in ebraico: מֹשֶׁה) fu al suo fianco in tutte le sue importanti tappe nella narrativa. Tra questi eventi memorabili o miracoli dell'esodo la Bibbia descrive che il bastone venne utilizzato per produrre acqua da una roccia, si trasformò in un serpente e fu utilizzato per dividere le acque del Mar Rosso. Molteplici studiosi discussero sulla questione che il bastone di Mosé fosse lo stesso bastone di Aronne.

## Riferimenti al bastone

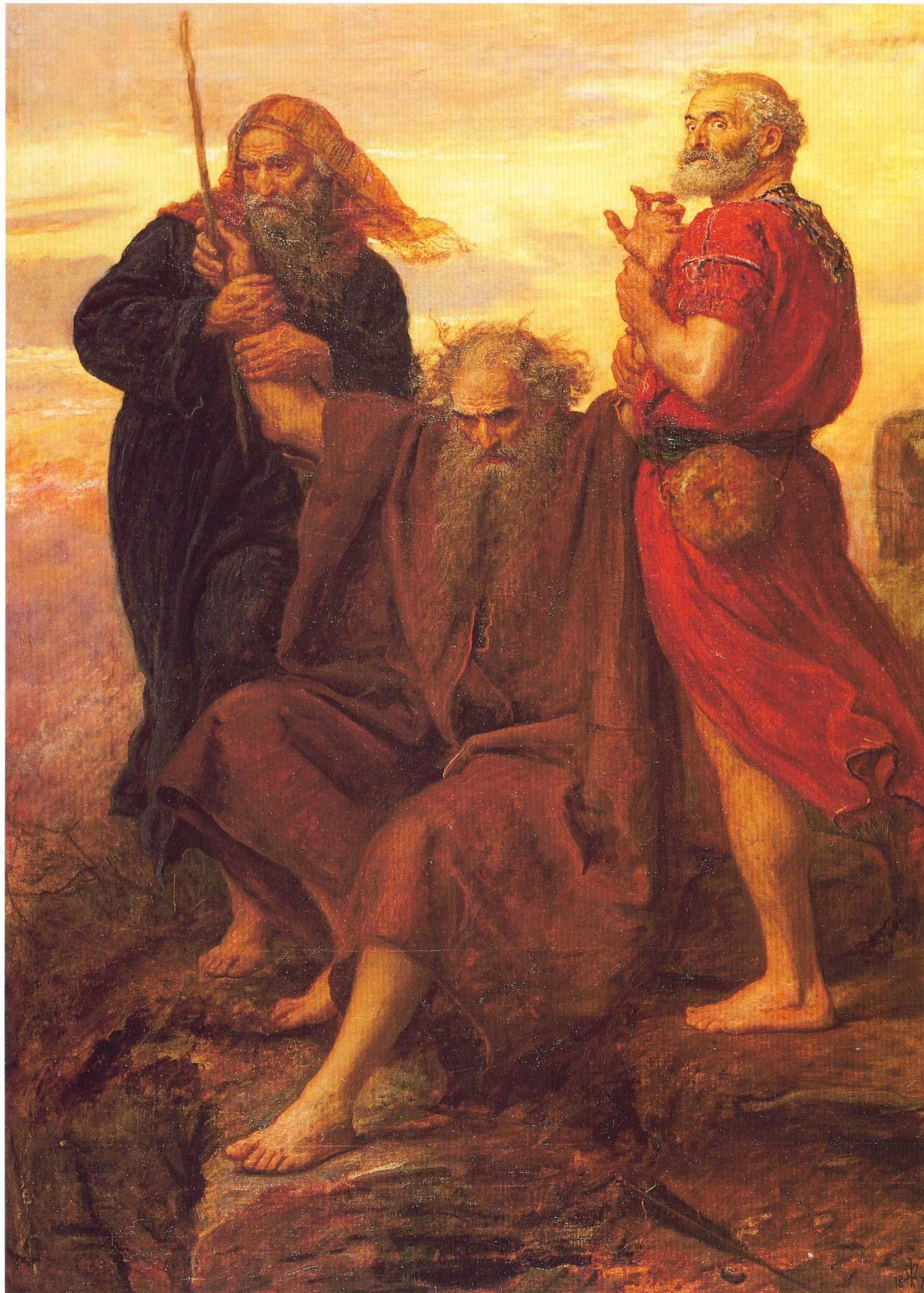
Mosé che stringe il suo bastone nella battaglia di Refidim, di Victory O Lord.

Il primo riferimento al bastone si trova nel Libro dell'Esodo (capitolo 4, versetto 2), quando Dio apparve a Mosè in una fiamma di fuoco in mezzo a un roveto. Dio chiese a Mosè che cosa avesse nella sua mano, e Mosè rispose "un bastone". Il bastone si trasformò miracolosamente in un serpente e poi tornò ad essere un bastone. Il bastone fu di seguito definito come "l'asta di Dio" o "il bastone di Dio" (a seconda della traduzione).
Or l’Eterno disse a Mosè in Madian: «Va’, tornatene in Egitto, perché tutti quelli che cercavano di toglierti la vita sono morti».
Mosè dunque prese la sua moglie e i suoi figliuoli, li pose su degli asini, e tornò nel paese d’Egitto; e Mosè prese nella sua mano il bastone di Dio.»
(Esodo 4:18,19,20)
Mosè e Aronne appaiono dinanzi al faraone quando il bastone di Aronne si trasforma in serpente. Anche i maghi del faraone sono in grado di trasformare i loro bastoni in serpenti, ma Aronne li sorprende. Il bastone di Aronne è nuovamente utilizzato per trasformare il Nilo in sangue ed è utilizzato svariate volte sotto il comando di Dio per avviare le Piaghe d'Egitto.
Durante l'Esodo Mosè estende la sua mano che trattiene il bastone per dividere il Mar Rosso. Mentre nella terra desolata dopo aver lasciato l'Egitto Mosè seguì il comando di Dio e con il bastone colpì una roccia per creare una sorgente per dissetare gli Israeliti. Mosè fece ciò in presenza degli anziani di Israele. (Esodo 17:5,7)
Mosé utilizzò il bastone anche nella battaglia di Refidim tra Israeliti e Amaleciti (Esodo 17:8-15). Quando Mosè tende le braccia tenendo il "bastone di Dio" gli Israeliti "prevalgono", quando abbassa le braccia, i loro nemici guadagnano la mano superiore. Aaron e Hur lo aiutano a mantenere il bastone sollevato fino alla vittoria.
Infine, Dio disse a Mosè di ottenere l'acqua per gli Israeliti parlando ad una roccia. Ma Mosè, contrariato dagli Israeliti, invece che parlare con la roccia come comandato da Dio, colpì due volte la roccia con il bastone. Dal momento in cui Mosè non obbedì al comando di Dio di parlare con la roccia, implicando la mancanza di fede, Dio punì Mosè non permettendogli di entrare nella Terra Promessa.

## Relazione con il bastone di Aronne
Siccome il bastone di Aronne e il bastone di Mosè sono dotati di simili poteri, apparentemente intercambiabili; studiosi rabbini hanno discusso se i due bastoni siano o meno il medesimo. In accordo con il Midrash Yelammedenu (Yalḳ. on Ps. ex. § 869):
Nella leggenda ebraica successiva si diceva che la canna fosse stata creata all'inizio del mondo nel sesto giorno della creazione e che fosse stata tramandata attraverso le mani dei maggiori patriarchi prima di essere ereditata da Mosè. 

## Dove si trova

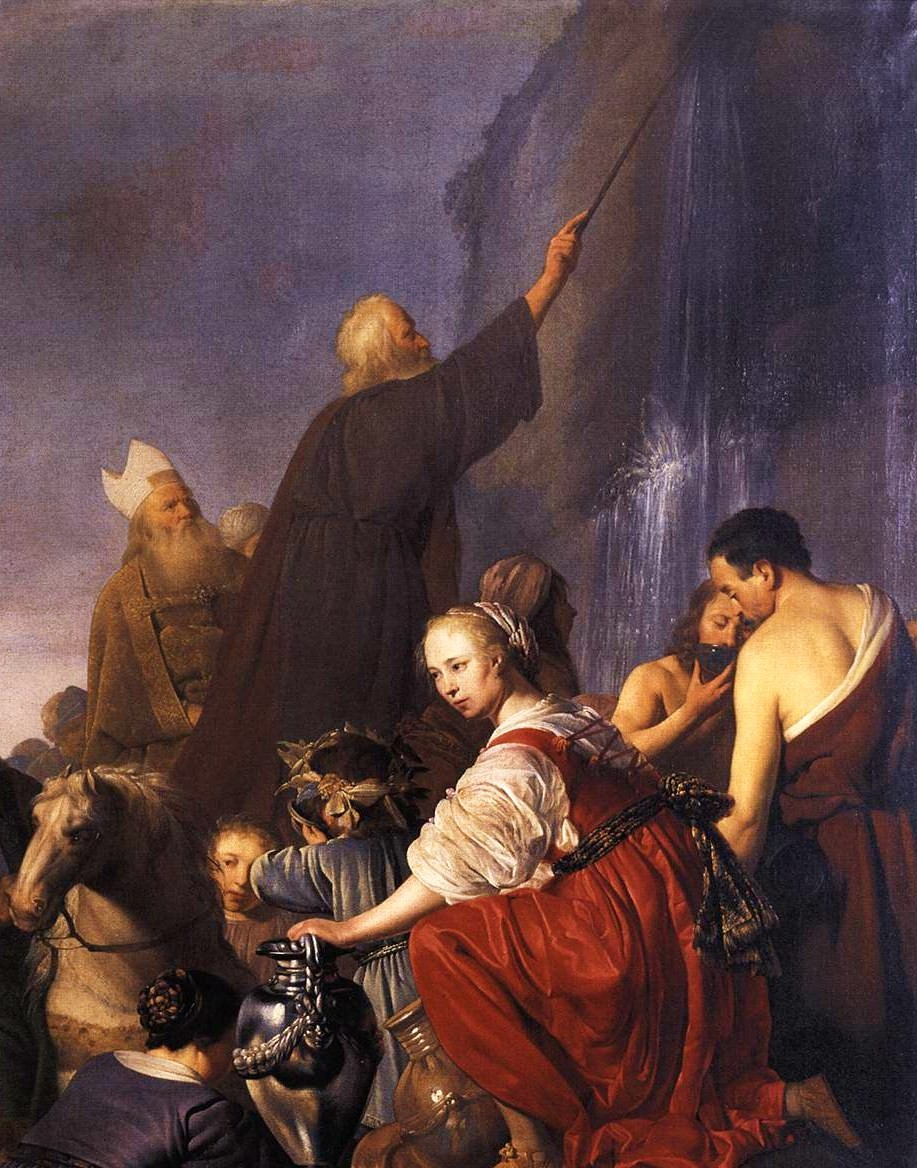
Mosè colpisce la roccia con il suo bastone, di Pieter de Grebber, 1630.

Ci sono molte speculazioni sul che cosa sia successo al bastone di Mosè.
Il Midrash (un metodo ebraico di interpretazione e commento dei testi sacri ebraici) afferma che il bastone sia passato di generazione in generazione e che fosse in possesso del Re dei Giudei fino a che il primo tempio fu distrutto. Non è noto cosa ne fu del bastone a seguito della distruzione del tempio e dell'esilio degli ebrei dalla loro terra.
Secondo un documento di identificazione presso la Basilica di Santa Sofia (Istanbul), il bastone di Mosè sarebbe presumibilmente in mostra oggi al Palazzo di Topkapı, Istanbul, in Turchia. Il palazzo di Topkapi conserva altre reliquie sacre, in particolare quelle attribuite al profeta islamico, Maometto (come l'arco, la spada, una sua impronta e anche un dente). Il Palazzo di Topkapı è stato ufficialmente designato come museo nel 1924 e le reliquie sante sono state pubblicate il 31 agosto 1962. Si dice che il sultano Selim I (1512-1520) portò le reliquie sante al Palazzo di Topkapi dopo aver conquistato l'Egitto nel 1517.